# 정통파 유대교

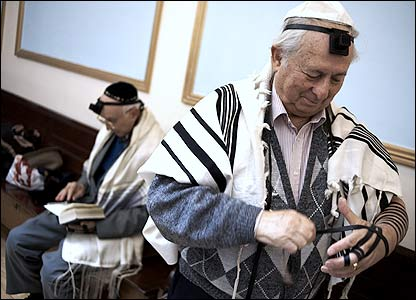

유대교에서 정통파(正統派, 영어: Orthodox Judaism)는 현대의 유대교에서의 정통주의자를 지칭하는 말이다.

## 인구 통계
대니얼 J. 일레이저 교수와 렐라 민츠 게펜 교수는 1990년 경에 이루어진 계산에 따르면 2012년 전 세계적으로 최소 2,000,000명의 정통 유태인과 운동을 지지하는 명목상의 회원이 최소 2,000,000명이라고 가정했다. 이 수치는 정통파를 가장 큰 유대교 교파로 만들었다. 원래 일레이저는 기본적으로 협회를 고려하고 더 높은 가입률을 가정했을 때 훨씬 더 높은 추정치를 산출하여 최대 5,500,000에 도달하여 정통파와 관련된 것으로 추정하고 있다.

## 같이 보기
- 정통주의